# Interférences (film)
Pour les articles homonymes, voir Interférence (homonymie).
Pour plus de détails, voir Fiche technique et Distribution.
Interférences (titre original : Interference) est un film américain réalisé par Lothar Mendes (version muette) et Roy Pomeroy (version sonore), sorti en 1928. C'est le premier film parlant produit par les studios Paramount.

## Synopsis
Lors d'un jour du Souvenir à Londres, Deborah Kane aperçoit son ancien amoureux Philip Voaze qui aurait été tué pendant la Première Guerre mondiale. Elle découvre qu'il a en fait survécu aux combats et qu'il vit sous une fausse identité. Consciente que sa femme Faith est maintenant remariée à Sir John Marlay, un célèbre chirurgien cardiaque, elle tente de forcer Philip à revenir vers elle en menaçant de révéler la bigamie involontaire de Faith. Philip conclut finalement que la seule façon de défendre le bonheur actuel de Faith est de tuer Deborah.

## Fiche technique
- Titre français : Interférences
- Titre original : Interference
- Réalisation : Lothar Mendes et Roy Pomeroy
- Scénario : Louise Long, Julian Johnson, Hope Loring, Ernest Pascal, Roland Pertwee et Harold Dearden
- Production : Paramount Pictures
- Musique : W. Franke Harling
- Directeurs de la photographie : Henry W. Gerrard et J. Roy Hunt
- Photographe de plateau : Farciot Edouart
- Montage : George Nichols Jr.
- Pays de production : États-Unis
- Format : Noir et blanc - Mono
- Genre : Drame
- Date de sortie : 1928

## Distribution
- William Powell : Philip Voaze
- Evelyn Brent : Deborah Kane
- Clive Brook : Sir John Marlay
- Doris Kenyon : Faith Marlay
- Tom Ricketts : Charles Smith
- Brandon Hurst : Inspecteur Haynes
- Louis Payne : Childers
- Wilfred Noy : Dr Gray
- Doro Merande : la servante de Deborah